# Antependium z Bazylei

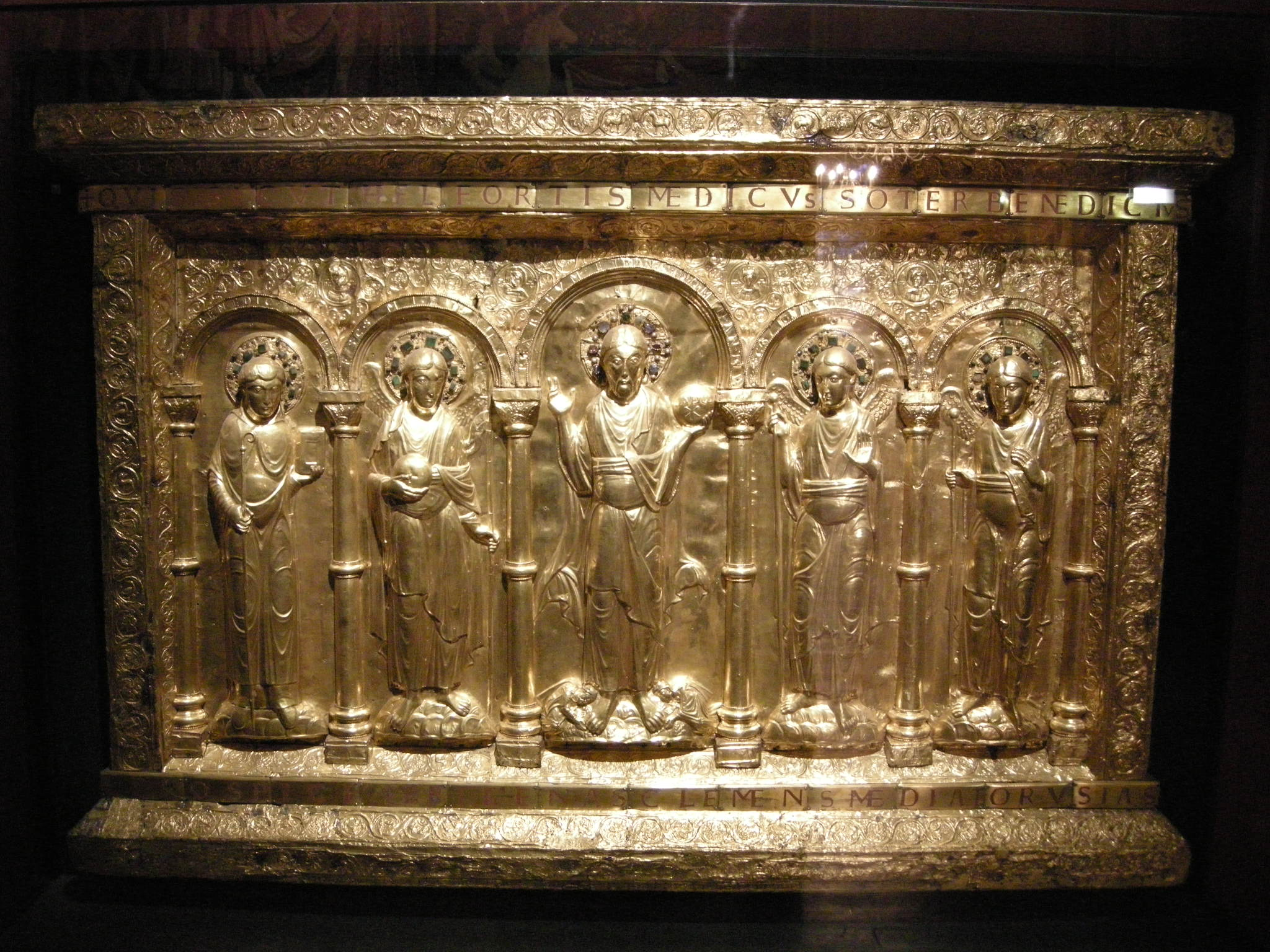
Antependium z Bazylei, początek XI stulecia, Paryż, Musée National du Moyen Âge

Antependium z Bazylei – zabytek sztuki ottońskiej, datowany na początek XI stulecia. Fundacja artystyczna cesarza Henryka II i jego małżonki Kunegundy. Wykonane zostało prawdopodobnie w Bambergu lub Fuldzie. Swoją nazwę zawdzięcza miejscu; było częścią ołtarza katedry w Bazylei. Dzieło to następnie przeniesiono do miejscowego skarbca katedralnego. Zakupione w 1854 r. przez paryskie Musée National du Moyen Âge, gdzie znajduje się do dziś.
Jest to antependium wykonane z drzewa dębowego, pokryte w całości złotą powierzchnią. Ma kształt poziomego prostokąta o wymiarach 175 × 120 cm. Wykonane techniką puncowania, repusowania oraz reliefu (figury). Ponadto niektóre fragmenty są kameryzowane. W otoczonym inskrypcyjną i ornamentalną bordiurą znajduje się pięć półkolistych arkad (z inskrypcjami) wspartych na kolumienkach; w arkadach umieszczono przedstawienia figuralne. Pośrodku przedstawiony jest Jezus Chrystus jako Pantokrator w geście błogosławieństwa. W prawicy trzyma kulę z chrystogramem PX – Chi-Rho. U stóp Chrystusa składają ukłon w geście proksinesis para fundatorów, Henryk II i Kunegunda. Na arkadzie ponad Zbawicielem figuruje inskrypcja  REX REGVM ET DOMINVS DOMINANTIVM – "Król Królów i Pan Panów".
Po bokach stoją trzej archaniołowie ze swoimi atrybutami – święci Michał jako zwycięzca szatana z włócznią i sferą ziemską, Gabriel jako zwiastujący Marii z laską (po prawicy Chrystusa), Rafał jako opiekun podróżnych także z laską oraz święty Benedykt jako opat z otwartą księgą i laską opacką (po lewicy). Ponad postaciami, na bordiurze widnieje inskrypcja QVIS SICVT HEL FORTIS MEDICVS SOTER BENEDICTUS * PROSPICE TERRIGANS CLEMENS MEDIATOR VSIAS "Któż jest jak Bóg, silny, uzdrowiciel i zbawca, godny czci? Opiekuj się, pośredniku nad tymi śmiertylnymi istotami". Inskrypcja ta również zawiera odwołania dla wszystkich postaci. I tak QVIS SICVT HEL odnosi się do Św. Michała ;FORTIS;  do Św. Gabriela;  MEDICVS do Św. Rafała; SOTER do Jezusa ;BENEDICTVS – nomen omen do założyciela zakonu Benedyktynów.

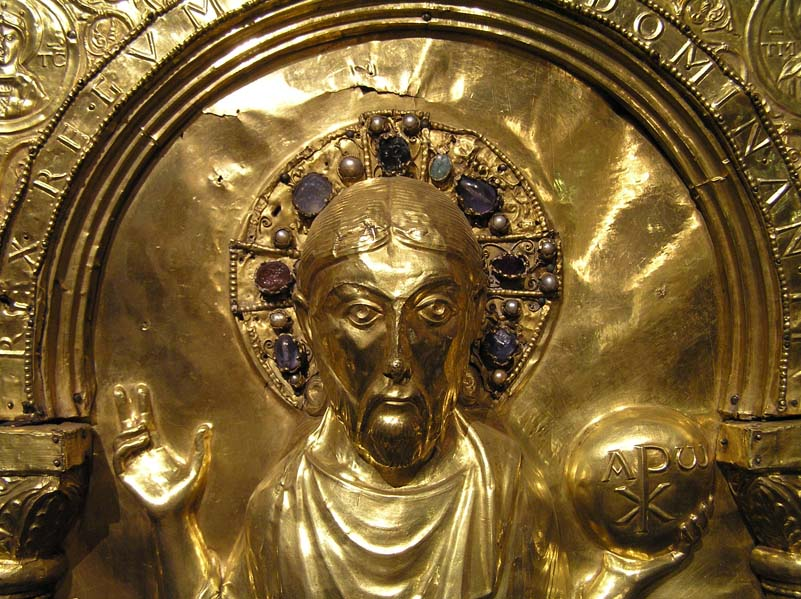
Chrystus z globem (detal)
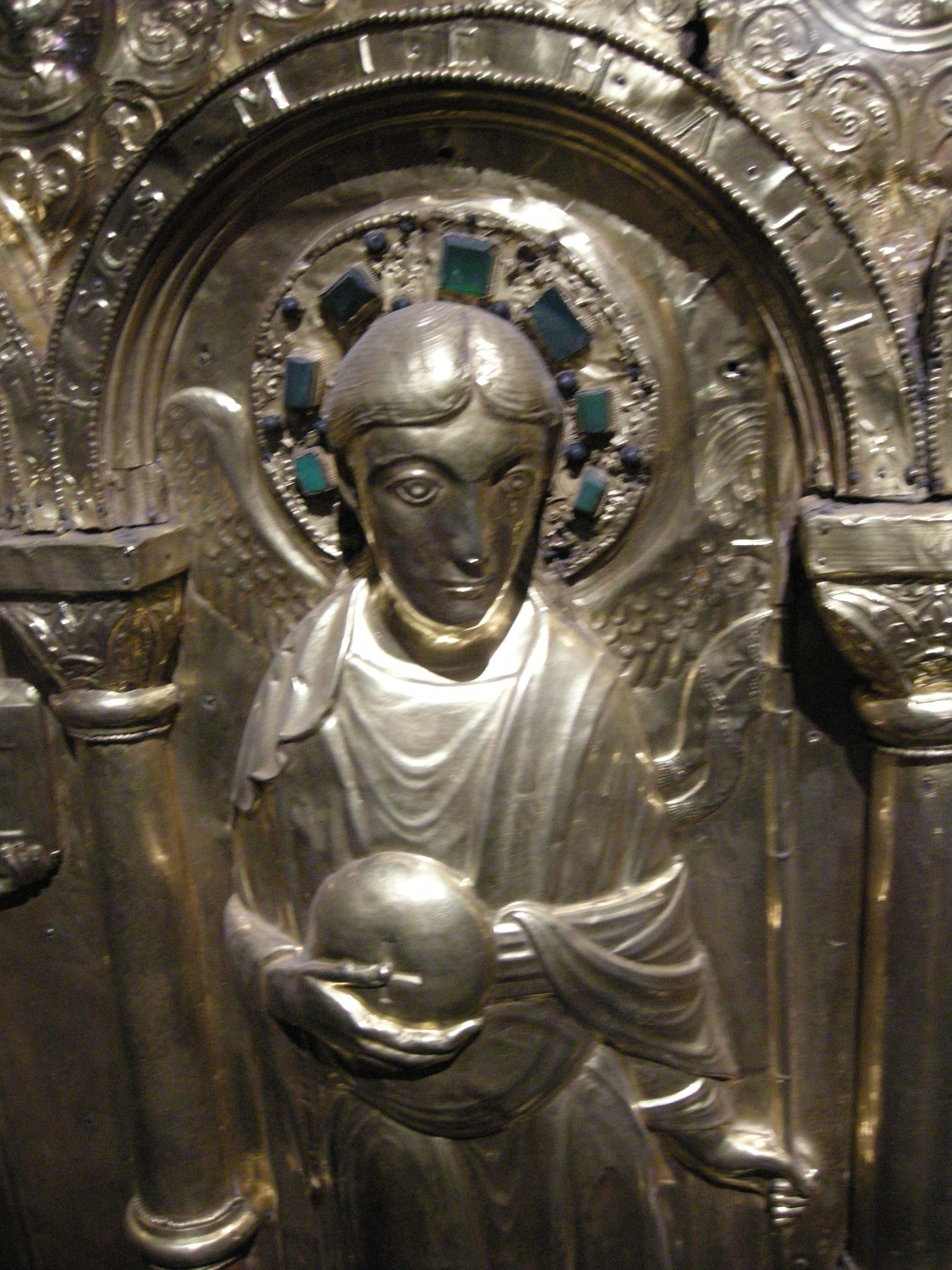
Archanioł Michał
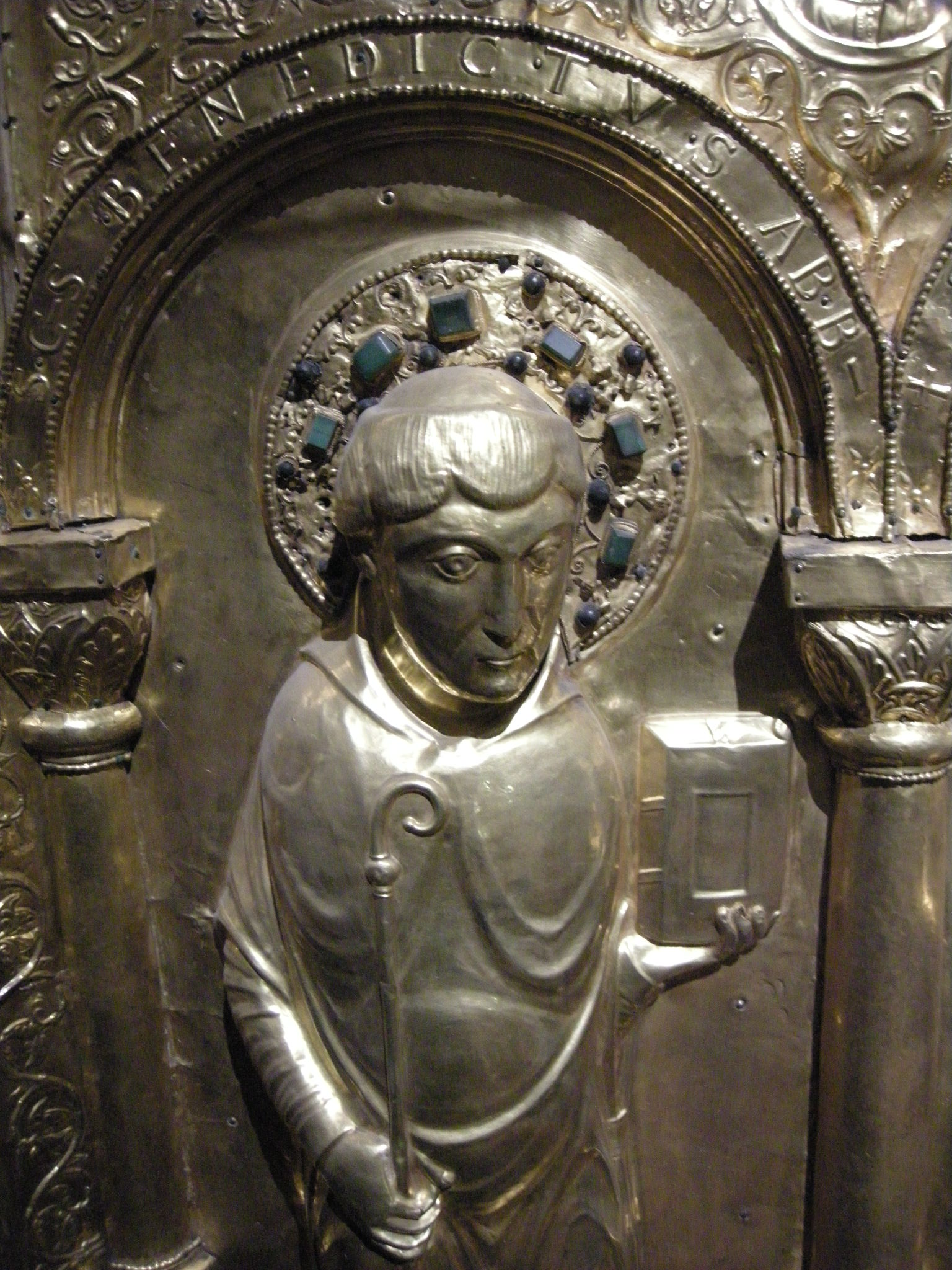
Święty Benedykt
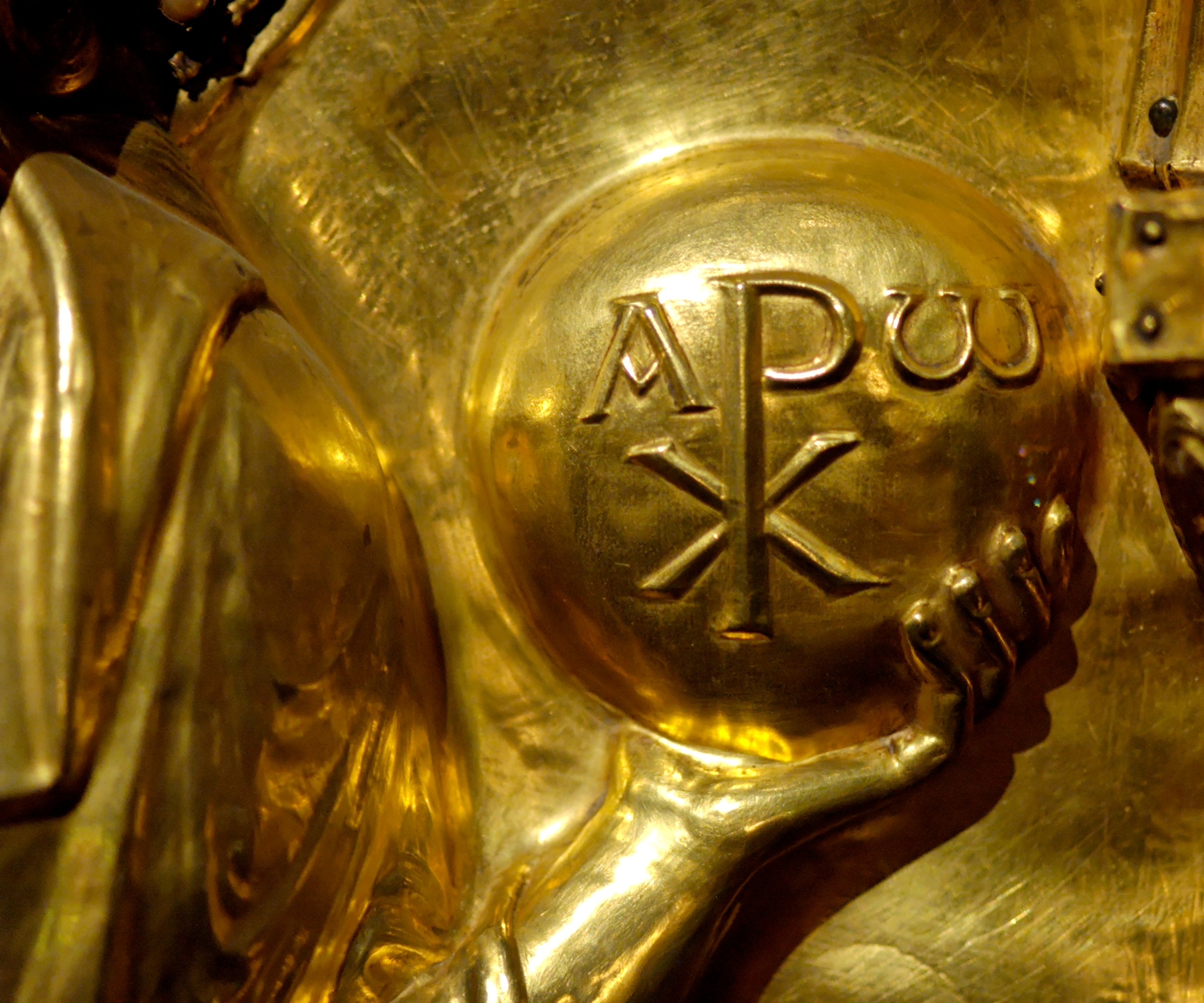
Glob z chrystogramem

Pierwotne pochodzenie jak miejsce wykonania dzieła nie są w pełni wyjaśnione; stan badań wykazał kilka wersji. Oprócz Bazylei za pierwotne miejsce uważa się klasztor Monte Cassino czy klasztor przy kościele Św. Michała w Bambergu, oba zakonu Benedyktynów. Na podstawie zachowanych źródeł, w Bazylei po raz pierwszy antependium wspomniane zostało w Wielkich Rocznikach Bazylejskich (Großen Basler Annalen) dopiero w 1416 roku – das munster begabet mit einer guldenen tafel jako dar od Henryka II. Konsekracja ołtarza głównego w Bazylei miała miejsce w 1016 roku. Jednakże badacze negują katedrę bazylejską jako pierwotne miejsce docelowe antependium, tłumacząc się brakiem powiązania dzieła z ówczesnymi patronami katedry – Marią,  świętym Janem Chrzcicelem i  świętymi Apostołami. Mieszkańcy Bazylei czcili kultem Henryka II po jego kanonizacji w 1141 r. Cesarz stał się także patronem obecnie szwajcarskiego miasta. Prawdopodobnie pierwotnym miejscem antependium był kościół klasztorny Św. Michała na Górze Św. Michała (Michaelsberg) znaną też jako Góra Aniołów (Engelsberg) w Bambergu, który był świątynią zakonną Benedyktynów, klasztor ufundował cesarz Henryk II w 1015 roku.